# 2003年のワールドシリーズ
2003年の野球において、メジャーリーグベースボール（MLB）優勝決定戦の第99回ワールドシリーズ（英語: 99th World Series）は、10月18日から25日にかけて計6試合が開催された。その結果、フロリダ・マーリンズ（ナショナルリーグ）がニューヨーク・ヤンキース（アメリカンリーグ）を4勝2敗で下し、6年ぶり2回目の優勝を果たした。
マーリンズは1997年の前回優勝時も今回も、地区優勝できずワイルドカードとしてポストシーズンに出場し、そこからワールドシリーズを制した。ワイルドカードからの優勝2度は、1994年の制度創設以来マーリンズが初めて。ただ、前回の優勝がボビー・ボニーヤやモイゼス・アルーら複数の大物選手を高額契約で迎え入れてのものだったのに対し、今回の優勝は新人のドントレル・ウィリスやミゲル・カブレラなどロースターのほとんどを若手選手で構成してのものと、チーム作りの過程は対照的だった。この若手中心のチームを率いた監督が当時72歳のジャック・マキーオンで、今シリーズ優勝により彼はシリーズ史上最年長の優勝監督となった。シリーズMVPには、優勝を決めた第6戦で完封勝利を挙げるなど、2試合16.1イニングで1勝1敗・防御率1.10という成績を残したマーリンズのジョシュ・ベケットが選出された。

## ワールドシリーズまでの道のり

### 両チームの2003年
10月15日にまずナショナルリーグでマーリンズ（東地区）が、そして16日にはアメリカンリーグでヤンキース（東地区）が、それぞれリーグ優勝を決めてワールドシリーズへ駒を進めた。

### ホームフィールド・アドバンテージ
ワールドシリーズの第1・2・6・7戦を本拠地で開催できる "ホームフィールド・アドバンテージ" は今回から、その年のオールスターゲームで勝利したリーグの優勝球団に与えられることになった。これは、前年のオールスターゲームが延長11回引き分けに終わったことで批判を浴び、オールスターゲームの勝敗に意味を持たせることが必要になったためである。
7月15日にイリノイ州シカゴのU.S.セルラー・フィールドで開催されたオールスターゲームは、アメリカンリーグがナショナルリーグに7－6で勝利した。この結果、アドバンテージはアメリカンリーグ優勝チームに与えられることになった。このオールスターには、マーリンズからは投手はドントレル・ウィリスひとり、野手はルイス・カスティーヨとマイク・ローウェルのふたりが選出された。一方のヤンキースからは、投手はロジャー・クレメンスひとり、野手はホルヘ・ポサダ、アルフォンソ・ソリアーノと松井秀喜、ジェイソン・ジアンビの4人が名を連ねた。試合では、お互いのチームの選手どうしの対戦はなかった。
アドバンテージは1995年から2002年までの8年間、奇数年はナショナルリーグ優勝球団に、偶数年はアメリカンリーグ優勝球団に、自動的に割り振られていた。ある球団の本拠地で第1・2・6・7戦、もう片方の球団の本拠地で第3・4・5戦を行う、いわゆる "2-3-2方式" が1925年に初めて導入されて以来、この交互に割り振る方式は一部の例外を続き、およそ80年にわたって続いてきた。もしこの旧規則がもう1年長く採用されていた場合、今シリーズのアドバンテージはマーリンズに与えられていたことになる。

## 両チームの過去の対戦
両チームの対戦はシリーズ史上初めて。1996年から2001年までの6年間で、ヤンキースはシリーズに5度出場している。この間に出場を逃した唯一の年が1997年で、マーリンズの球団史上唯一のポストシーズン出場・優勝がこの年にあたる。
1997年から始まったレギュラーシーズン中のインターリーグでは、7年間で計14試合が組まれており、ヤンキースが8勝6敗で勝ち越している。直近の対戦は2001年7月にヤンキースの本拠地ヤンキー・スタジアムで3連戦が行われ、マーリンズが2勝1敗で勝ち越した。

## 試合結果
2003年のワールドシリーズは10月18日に開幕し、途中に移動日を挟んで8日間で6試合が行われた。日程・結果は以下の通り。
| 日付                                                | 試合  | ビジター球団（先攻）     | スコア | ホーム球団（後攻）       | 開催球場                     | 開催球場                                         |
| --------------------------------------------------- | ----- | ------------------------ | ------ | ------------------------ | ---------------------------- | ------------------------------------------------ |
| 10月18日（土）                                      | 第1戦 | フロリダ・マーリンズ     | 3－2   | ニューヨーク・ヤンキース | ヤンキー・スタジアム         | ヤンキー・スタジアムプロ・プレイヤー・スタジアム |
| 10月19日（日）                                      | 第2戦 | フロリダ・マーリンズ     | 1－6   | ニューヨーク・ヤンキース | ヤンキー・スタジアム         | ヤンキー・スタジアムプロ・プレイヤー・スタジアム |
| 10月20日（月）                                      |       | 移動日                   | 移動日 | 移動日                   |                              | ヤンキー・スタジアムプロ・プレイヤー・スタジアム |
| 10月21日（火）                                      | 第3戦 | ニューヨーク・ヤンキース | 6－1   | フロリダ・マーリンズ     | プロ・プレイヤー・スタジアム | ヤンキー・スタジアムプロ・プレイヤー・スタジアム |
| 10月22日（水）                                      | 第4戦 | ニューヨーク・ヤンキース | 3－4x  | フロリダ・マーリンズ     | プロ・プレイヤー・スタジアム | ヤンキー・スタジアムプロ・プレイヤー・スタジアム |
| 10月23日（木）                                      | 第5戦 | ニューヨーク・ヤンキース | 4－6   | フロリダ・マーリンズ     | プロ・プレイヤー・スタジアム | ヤンキー・スタジアムプロ・プレイヤー・スタジアム |
| 10月24日（金）                                      |       | 移動日                   | 移動日 | 移動日                   |                              | ヤンキー・スタジアムプロ・プレイヤー・スタジアム |
| 10月25日（土）                                      | 第6戦 | フロリダ・マーリンズ     | 2－0   | ニューヨーク・ヤンキース | ヤンキー・スタジアム         | ヤンキー・スタジアムプロ・プレイヤー・スタジアム |
| 優勝：フロリダ・マーリンズ（4勝2敗 / 6年ぶり2度目） |       |                          |        |                          |                              | ヤンキー・スタジアムプロ・プレイヤー・スタジアム |

### 第1戦 10月18日
- ヤンキー・スタジアム（ニューヨーク州ニューヨーク市ブロンクス区）

|                          | 1 | 2 | 3 | 4 | 5 | 6 | 7 | 8 | 9 | R | H | E |
| ------------------------ | - | - | - | - | - | - | - | - | - | - | - | - |
| フロリダ・マーリンズ     | 1 | 0 | 0 | 0 | 2 | 0 | 0 | 0 | 0 | 3 | 7 | 1 |
| ニューヨーク・ヤンキース | 0 | 0 | 1 | 0 | 0 | 1 | 0 | 0 | 0 | 2 | 9 | 0 |

1. 勝利：ブラッド・ペニー（1勝）
2. セーブ：ウーゲット・ウービナ（1S）
3. 敗戦：デビッド・ウェルズ（1敗）
4. 本塁打
NYY：バーニー・ウィリアムス1号ソロ
5. 審判
［球審］ランディ・マーシュ
［塁審］一塁: ラリー・ヤング、二塁: ゲイリー・ダーリング、三塁: ジェフ・ケロッグ
［外審］左翼: エド・ラピュアーノ、右翼: ティム・ウェルキー
6. 試合開始時刻: 東部夏時間（UTC-4）午後8時7分  試合時間: 3時間43分  観客: 5万5769人  気温: 50°F（10°C）
詳細: MLB.com Gameday / ESPN.com / Baseball-Reference.com / Fangraphs

| フロリダ・マーリンズ | フロリダ・マーリンズ | フロリダ・マーリンズ | フロリダ・マーリンズ | フロリダ・マーリンズ | ニューヨーク・ヤンキース | ニューヨーク・ヤンキース | ニューヨーク・ヤンキース | ニューヨーク・ヤンキース | ニューヨーク・ヤンキース                                                                                        |
| -------------------- | -------------------- | -------------------- | -------------------- | --- | ------------------------ | ------------------------ | ------------------------ | ------------------------ | --- |
| 打順                 | 守備                 | 選手                 | 打席                 | B・ペニーI・ロドリゲスD・リーL・カスティーヨM・ローウェルA・ゴンザレスM・カブレラJ・ピエールJ・エンカー · ナシオンJ・コーナイン | 打順                     | 守備                     | 選手                     | 打席                     | D・ウェルズJ・ポサダN・ジョンソンA・ソリアーノA・ブーンD・ジーター松井秀喜B・ウィリアムスK・ガルシアJ・ジアンビ |
| 1                    | 中                   | J・ピエール          | 左                   | B・ペニーI・ロドリゲスD・リーL・カスティーヨM・ローウェルA・ゴンザレスM・カブレラJ・ピエールJ・エンカー · ナシオンJ・コーナイン | 1                        | 二                       | A・ソリアーノ            | 右                       | D・ウェルズJ・ポサダN・ジョンソンA・ソリアーノA・ブーンD・ジーター松井秀喜B・ウィリアムスK・ガルシアJ・ジアンビ |
| 2                    | 二                   | L・カスティーヨ      | 両                   | B・ペニーI・ロドリゲスD・リーL・カスティーヨM・ローウェルA・ゴンザレスM・カブレラJ・ピエールJ・エンカー · ナシオンJ・コーナイン | 2                        | 一                       | N・ジョンソン            | 左                       | D・ウェルズJ・ポサダN・ジョンソンA・ソリアーノA・ブーンD・ジーター松井秀喜B・ウィリアムスK・ガルシアJ・ジアンビ |
| 3                    | 捕                   | I・ロドリゲス        | 右                   | B・ペニーI・ロドリゲスD・リーL・カスティーヨM・ローウェルA・ゴンザレスM・カブレラJ・ピエールJ・エンカー · ナシオンJ・コーナイン | 3                        | 遊                       | D・ジーター              | 右                       | D・ウェルズJ・ポサダN・ジョンソンA・ソリアーノA・ブーンD・ジーター松井秀喜B・ウィリアムスK・ガルシアJ・ジアンビ |
| 4                    | 左                   | M・カブレラ          | 右                   | B・ペニーI・ロドリゲスD・リーL・カスティーヨM・ローウェルA・ゴンザレスM・カブレラJ・ピエールJ・エンカー · ナシオンJ・コーナイン | 4                        | 中                       | B・ウィリアムス          | 両                       | D・ウェルズJ・ポサダN・ジョンソンA・ソリアーノA・ブーンD・ジーター松井秀喜B・ウィリアムスK・ガルシアJ・ジアンビ |
| 5                    | 一                   | D・リー              | 右                   | B・ペニーI・ロドリゲスD・リーL・カスティーヨM・ローウェルA・ゴンザレスM・カブレラJ・ピエールJ・エンカー · ナシオンJ・コーナイン | 5                        | 左                       | 松井秀喜                 | 左                       | D・ウェルズJ・ポサダN・ジョンソンA・ソリアーノA・ブーンD・ジーター松井秀喜B・ウィリアムスK・ガルシアJ・ジアンビ |
| 6                    | 三                   | M・ローウェル        | 右                   | B・ペニーI・ロドリゲスD・リーL・カスティーヨM・ローウェルA・ゴンザレスM・カブレラJ・ピエールJ・エンカー · ナシオンJ・コーナイン | 6                        | 捕                       | J・ポサダ                | 両                       | D・ウェルズJ・ポサダN・ジョンソンA・ソリアーノA・ブーンD・ジーター松井秀喜B・ウィリアムスK・ガルシアJ・ジアンビ |
| 7                    | DH                   | J・コーナイン        | 右                   | B・ペニーI・ロドリゲスD・リーL・カスティーヨM・ローウェルA・ゴンザレスM・カブレラJ・ピエールJ・エンカー · ナシオンJ・コーナイン | 7                        | DH                       | J・ジアンビ              | 左                       | D・ウェルズJ・ポサダN・ジョンソンA・ソリアーノA・ブーンD・ジーター松井秀喜B・ウィリアムスK・ガルシアJ・ジアンビ |
| 8                    | 右                   | J・エンカーナシオン  | 右                   | B・ペニーI・ロドリゲスD・リーL・カスティーヨM・ローウェルA・ゴンザレスM・カブレラJ・ピエールJ・エンカー · ナシオンJ・コーナイン | 8                        | 三                       | A・ブーン                | 右                       | D・ウェルズJ・ポサダN・ジョンソンA・ソリアーノA・ブーンD・ジーター松井秀喜B・ウィリアムスK・ガルシアJ・ジアンビ |
| 9                    | 遊                   | A・ゴンザレス        | 右                   | B・ペニーI・ロドリゲスD・リーL・カスティーヨM・ローウェルA・ゴンザレスM・カブレラJ・ピエールJ・エンカー · ナシオンJ・コーナイン | 9                        | 右                       | K・ガルシア              | 左                       | D・ウェルズJ・ポサダN・ジョンソンA・ソリアーノA・ブーンD・ジーター松井秀喜B・ウィリアムスK・ガルシアJ・ジアンビ |
| 先発投手             | 先発投手             | 先発投手             | 投球                 | B・ペニーI・ロドリゲスD・リーL・カスティーヨM・ローウェルA・ゴンザレスM・カブレラJ・ピエールJ・エンカー · ナシオンJ・コーナイン | 先発投手                 | 先発投手                 | 先発投手                 | 投球                     | D・ウェルズJ・ポサダN・ジョンソンA・ソリアーノA・ブーンD・ジーター松井秀喜B・ウィリアムスK・ガルシアJ・ジアンビ |
| B・ペニー            | B・ペニー            | B・ペニー            | 右                   | B・ペニーI・ロドリゲスD・リーL・カスティーヨM・ローウェルA・ゴンザレスM・カブレラJ・ピエールJ・エンカー · ナシオンJ・コーナイン | D・ウェルズ              | D・ウェルズ              | D・ウェルズ              | 左                       | D・ウェルズJ・ポサダN・ジョンソンA・ソリアーノA・ブーンD・ジーター松井秀喜B・ウィリアムスK・ガルシアJ・ジアンビ |

### 第2戦 10月19日
- ヤンキー・スタジアム（ニューヨーク州ニューヨーク市ブロンクス区）

|                          | 1 | 2 | 3 | 4 | 5 | 6 | 7 | 8 | 9 | R | H  | E |
| ------------------------ | - | - | - | - | - | - | - | - | - | - | -- | - |
| フロリダ・マーリンズ     | 0 | 0 | 0 | 0 | 0 | 0 | 0 | 0 | 1 | 1 | 6  | 0 |
| ニューヨーク・ヤンキース | 3 | 1 | 0 | 2 | 0 | 0 | 0 | 0 | X | 6 | 10 | 2 |

1. 勝利：アンディ・ペティット（1勝）
2. 敗戦：マーク・レッドマン（1敗）
3. 本塁打
NYY：松井秀喜1号3ラン、アルフォンソ・ソリアーノ1号2ラン
4. 審判
［球審］ラリー・ヤング
［塁審］一塁: ゲイリー・ダーリング、二塁: ジェフ・ケロッグ、三塁: エド・ラピュアーノ
［外審］左翼: ティム・ウェルキー、右翼: ランディ・マーシュ
5. 試合開始時刻: 東部夏時間（UTC-4）午後8時1分  試合時間: 2時間56分  観客: 5万5750人  気温: 48°F（8.9°C）
詳細: MLB.com Gameday / ESPN.com / Baseball-Reference.com / Fangraphs

| フロリダ・マーリンズ | フロリダ・マーリンズ | フロリダ・マーリンズ | フロリダ・マーリンズ | フロリダ・マーリンズ | ニューヨーク・ヤンキース | ニューヨーク・ヤンキース | ニューヨーク・ヤンキース | ニューヨーク・ヤンキース | ニューヨーク・ヤンキース                                                                                        |
| -------------------- | -------------------- | -------------------- | -------------------- | --- | ------------------------ | ------------------------ | ------------------------ | ------------------------ | --- |
| 打順                 | 守備                 | 選手                 | 打席                 | M・レッドマンI・ロドリゲスD・リーL・カスティーヨM・ローウェルA・ゴンザレスM・カブレラJ・ピエールJ・エンカー · ナシオンJ・コーナイン | 打順                     | 守備                     | 選手                     | 打席                     | A・ペティットJ・ポサダN・ジョンソンA・ソリアーノA・ブーンD・ジーター松井秀喜B・ウィリアムスJ・リベラJ・ジアンビ |
| 1                    | 中                   | J・ピエール          | 左                   | M・レッドマンI・ロドリゲスD・リーL・カスティーヨM・ローウェルA・ゴンザレスM・カブレラJ・ピエールJ・エンカー · ナシオンJ・コーナイン | 1                        | 二                       | A・ソリアーノ            | 右                       | A・ペティットJ・ポサダN・ジョンソンA・ソリアーノA・ブーンD・ジーター松井秀喜B・ウィリアムスJ・リベラJ・ジアンビ |
| 2                    | 二                   | L・カスティーヨ      | 両                   | M・レッドマンI・ロドリゲスD・リーL・カスティーヨM・ローウェルA・ゴンザレスM・カブレラJ・ピエールJ・エンカー · ナシオンJ・コーナイン | 2                        | 遊                       | D・ジーター              | 右                       | A・ペティットJ・ポサダN・ジョンソンA・ソリアーノA・ブーンD・ジーター松井秀喜B・ウィリアムスJ・リベラJ・ジアンビ |
| 3                    | 捕                   | I・ロドリゲス        | 右                   | M・レッドマンI・ロドリゲスD・リーL・カスティーヨM・ローウェルA・ゴンザレスM・カブレラJ・ピエールJ・エンカー · ナシオンJ・コーナイン | 3                        | DH                       | J・ジアンビ              | 左                       | A・ペティットJ・ポサダN・ジョンソンA・ソリアーノA・ブーンD・ジーター松井秀喜B・ウィリアムスJ・リベラJ・ジアンビ |
| 4                    | 左                   | M・カブレラ          | 右                   | M・レッドマンI・ロドリゲスD・リーL・カスティーヨM・ローウェルA・ゴンザレスM・カブレラJ・ピエールJ・エンカー · ナシオンJ・コーナイン | 4                        | 中                       | B・ウィリアムス          | 両                       | A・ペティットJ・ポサダN・ジョンソンA・ソリアーノA・ブーンD・ジーター松井秀喜B・ウィリアムスJ・リベラJ・ジアンビ |
| 5                    | 一                   | D・リー              | 右                   | M・レッドマンI・ロドリゲスD・リーL・カスティーヨM・ローウェルA・ゴンザレスM・カブレラJ・ピエールJ・エンカー · ナシオンJ・コーナイン | 5                        | 左                       | 松井秀喜                 | 左                       | A・ペティットJ・ポサダN・ジョンソンA・ソリアーノA・ブーンD・ジーター松井秀喜B・ウィリアムスJ・リベラJ・ジアンビ |
| 6                    | 三                   | M・ローウェル        | 右                   | M・レッドマンI・ロドリゲスD・リーL・カスティーヨM・ローウェルA・ゴンザレスM・カブレラJ・ピエールJ・エンカー · ナシオンJ・コーナイン | 6                        | 捕                       | J・ポサダ                | 両                       | A・ペティットJ・ポサダN・ジョンソンA・ソリアーノA・ブーンD・ジーター松井秀喜B・ウィリアムスJ・リベラJ・ジアンビ |
| 7                    | DH                   | J・コーナイン        | 右                   | M・レッドマンI・ロドリゲスD・リーL・カスティーヨM・ローウェルA・ゴンザレスM・カブレラJ・ピエールJ・エンカー · ナシオンJ・コーナイン | 7                        | 三                       | A・ブーン                | 右                       | A・ペティットJ・ポサダN・ジョンソンA・ソリアーノA・ブーンD・ジーター松井秀喜B・ウィリアムスJ・リベラJ・ジアンビ |
| 8                    | 右                   | J・エンカーナシオン  | 右                   | M・レッドマンI・ロドリゲスD・リーL・カスティーヨM・ローウェルA・ゴンザレスM・カブレラJ・ピエールJ・エンカー · ナシオンJ・コーナイン | 8                        | 一                       | N・ジョンソン            | 左                       | A・ペティットJ・ポサダN・ジョンソンA・ソリアーノA・ブーンD・ジーター松井秀喜B・ウィリアムスJ・リベラJ・ジアンビ |
| 9                    | 遊                   | A・ゴンザレス        | 右                   | M・レッドマンI・ロドリゲスD・リーL・カスティーヨM・ローウェルA・ゴンザレスM・カブレラJ・ピエールJ・エンカー · ナシオンJ・コーナイン | 9                        | 右                       | J・リベラ                | 右                       | A・ペティットJ・ポサダN・ジョンソンA・ソリアーノA・ブーンD・ジーター松井秀喜B・ウィリアムスJ・リベラJ・ジアンビ |
| 先発投手             | 先発投手             | 先発投手             | 投球                 | M・レッドマンI・ロドリゲスD・リーL・カスティーヨM・ローウェルA・ゴンザレスM・カブレラJ・ピエールJ・エンカー · ナシオンJ・コーナイン | 先発投手                 | 先発投手                 | 先発投手                 | 投球                     | A・ペティットJ・ポサダN・ジョンソンA・ソリアーノA・ブーンD・ジーター松井秀喜B・ウィリアムスJ・リベラJ・ジアンビ |
| M・レッドマン        | M・レッドマン        | M・レッドマン        | 左                   | M・レッドマンI・ロドリゲスD・リーL・カスティーヨM・ローウェルA・ゴンザレスM・カブレラJ・ピエールJ・エンカー · ナシオンJ・コーナイン | A・ペティット            | A・ペティット            | A・ペティット            | 左                       | A・ペティットJ・ポサダN・ジョンソンA・ソリアーノA・ブーンD・ジーター松井秀喜B・ウィリアムスJ・リベラJ・ジアンビ |

### 第3戦 10月21日
- プロ・プレイヤー・スタジアム（フロリダ州マイアミガーデンズ）

|                          | 1 | 2 | 3 | 4 | 5 | 6 | 7 | 8 | 9 | R | H | E |
| ------------------------ | - | - | - | - | - | - | - | - | - | - | - | - |
| ニューヨーク・ヤンキース | 0 | 0 | 0 | 1 | 0 | 0 | 0 | 1 | 4 | 6 | 6 | 1 |
| フロリダ・マーリンズ     | 1 | 0 | 0 | 0 | 0 | 0 | 0 | 0 | 0 | 1 | 8 | 0 |

1. 勝利：マイク・ムッシーナ（1勝）
2. セーブ：マリアノ・リベラ（1S）
3. 敗戦：ジョシュ・ベケット（1敗）
4. 本塁打
NYY：アーロン・ブーン1号ソロ、バーニー・ウィリアムス2号3ラン
5. 審判
［球審］ゲイリー・ダーリング
［塁審］一塁: ジェフ・ケロッグ、二塁: エド・ラピュアーノ、三塁: ティム・ウェルキー
［外審］左翼: ランディ・マーシュ、右翼: ラリー・ヤング
6. 試合開始時刻: 東部夏時間（UTC-4）午後8時32分  試合時間: 3時間21分  観客: 6万5731人  気温: 78°F（25.6°C）
詳細: MLB.com Gameday / ESPN.com / Baseball-Reference.com / Fangraphs

| ニューヨーク・ヤンキース | ニューヨーク・ヤンキース | ニューヨーク・ヤンキース | ニューヨーク・ヤンキース | ニューヨーク・ヤンキース                                                                                     | フロリダ・マーリンズ | フロリダ・マーリンズ | フロリダ・マーリンズ | フロリダ・マーリンズ | フロリダ・マーリンズ                                                                                                |
| ------------------------ | ------------------------ | ------------------------ | ------------------------ | --- | -------------------- | -------------------- | -------------------- | -------------------- | --- |
| 打順                     | 守備                     | 選手                     | 打席                     | M・ムッシーナJ・ポサダJ・ジアンビA・ソリアーノA・ブーンD・ジーター松井秀喜B・ウィリアムスK・ガルシア（なし） | 打順                 | 守備                 | 選手                 | 打席                 | J・ベケットI・ロドリゲスD・リーL・カスティーヨM・ローウェルA・ゴンザレスJ・コーナインJ・ピエールM・カブレラ（なし） |
| 1                        | 二                       | A・ソリアーノ            | 右                       | M・ムッシーナJ・ポサダJ・ジアンビA・ソリアーノA・ブーンD・ジーター松井秀喜B・ウィリアムスK・ガルシア（なし） | 1                    | 中                   | J・ピエール          | 左                   | J・ベケットI・ロドリゲスD・リーL・カスティーヨM・ローウェルA・ゴンザレスJ・コーナインJ・ピエールM・カブレラ（なし） |
| 2                        | 遊                       | D・ジーター              | 右                       | M・ムッシーナJ・ポサダJ・ジアンビA・ソリアーノA・ブーンD・ジーター松井秀喜B・ウィリアムスK・ガルシア（なし） | 2                    | 二                   | L・カスティーヨ      | 両                   | J・ベケットI・ロドリゲスD・リーL・カスティーヨM・ローウェルA・ゴンザレスJ・コーナインJ・ピエールM・カブレラ（なし） |
| 3                        | 一                       | J・ジアンビ              | 左                       | M・ムッシーナJ・ポサダJ・ジアンビA・ソリアーノA・ブーンD・ジーター松井秀喜B・ウィリアムスK・ガルシア（なし） | 3                    | 捕                   | I・ロドリゲス        | 右                   | J・ベケットI・ロドリゲスD・リーL・カスティーヨM・ローウェルA・ゴンザレスJ・コーナインJ・ピエールM・カブレラ（なし） |
| 4                        | 中                       | B・ウィリアムス          | 両                       | M・ムッシーナJ・ポサダJ・ジアンビA・ソリアーノA・ブーンD・ジーター松井秀喜B・ウィリアムスK・ガルシア（なし） | 4                    | 右                   | M・カブレラ          | 右                   | J・ベケットI・ロドリゲスD・リーL・カスティーヨM・ローウェルA・ゴンザレスJ・コーナインJ・ピエールM・カブレラ（なし） |
| 5                        | 左                       | 松井秀喜                 | 左                       | M・ムッシーナJ・ポサダJ・ジアンビA・ソリアーノA・ブーンD・ジーター松井秀喜B・ウィリアムスK・ガルシア（なし） | 5                    | 一                   | D・リー              | 右                   | J・ベケットI・ロドリゲスD・リーL・カスティーヨM・ローウェルA・ゴンザレスJ・コーナインJ・ピエールM・カブレラ（なし） |
| 6                        | 捕                       | J・ポサダ                | 両                       | M・ムッシーナJ・ポサダJ・ジアンビA・ソリアーノA・ブーンD・ジーター松井秀喜B・ウィリアムスK・ガルシア（なし） | 6                    | 三                   | M・ローウェル        | 右                   | J・ベケットI・ロドリゲスD・リーL・カスティーヨM・ローウェルA・ゴンザレスJ・コーナインJ・ピエールM・カブレラ（なし） |
| 7                        | 右                       | K・ガルシア              | 左                       | M・ムッシーナJ・ポサダJ・ジアンビA・ソリアーノA・ブーンD・ジーター松井秀喜B・ウィリアムスK・ガルシア（なし） | 7                    | 左                   | J・コーナイン        | 右                   | J・ベケットI・ロドリゲスD・リーL・カスティーヨM・ローウェルA・ゴンザレスJ・コーナインJ・ピエールM・カブレラ（なし） |
| 8                        | 三                       | A・ブーン                | 右                       | M・ムッシーナJ・ポサダJ・ジアンビA・ソリアーノA・ブーンD・ジーター松井秀喜B・ウィリアムスK・ガルシア（なし） | 8                    | 遊                   | A・ゴンザレス        | 右                   | J・ベケットI・ロドリゲスD・リーL・カスティーヨM・ローウェルA・ゴンザレスJ・コーナインJ・ピエールM・カブレラ（なし） |
| 9                        | 投                       | M・ムッシーナ            | 左                       | M・ムッシーナJ・ポサダJ・ジアンビA・ソリアーノA・ブーンD・ジーター松井秀喜B・ウィリアムスK・ガルシア（なし） | 9                    | 投                   | J・ベケット          | 右                   | J・ベケットI・ロドリゲスD・リーL・カスティーヨM・ローウェルA・ゴンザレスJ・コーナインJ・ピエールM・カブレラ（なし） |
| 先発投手                 | 先発投手                 | 先発投手                 | 投球                     | M・ムッシーナJ・ポサダJ・ジアンビA・ソリアーノA・ブーンD・ジーター松井秀喜B・ウィリアムスK・ガルシア（なし） | 先発投手             | 先発投手             | 先発投手             | 投球                 | J・ベケットI・ロドリゲスD・リーL・カスティーヨM・ローウェルA・ゴンザレスJ・コーナインJ・ピエールM・カブレラ（なし） |
| M・ムッシーナ            | M・ムッシーナ            | M・ムッシーナ            | 右                       | M・ムッシーナJ・ポサダJ・ジアンビA・ソリアーノA・ブーンD・ジーター松井秀喜B・ウィリアムスK・ガルシア（なし） | J・ベケット          | J・ベケット          | J・ベケット          | 右                   | J・ベケットI・ロドリゲスD・リーL・カスティーヨM・ローウェルA・ゴンザレスJ・コーナインJ・ピエールM・カブレラ（なし） |

### 第4戦 10月22日
- プロ・プレイヤー・スタジアム（フロリダ州マイアミガーデンズ）

|                          | 1 | 2 | 3 | 4 | 5 | 6 | 7 | 8 | 9 | 10 | 11 | 12 | R | H  | E |
| ------------------------ | - | - | - | - | - | - | - | - | - | -- | -- | -- | - | -- | - |
| ニューヨーク・ヤンキース | 0 | 1 | 0 | 0 | 0 | 0 | 0 | 0 | 2 | 0  | 0  | 0  | 3 | 12 | 0 |
| フロリダ・マーリンズ     | 3 | 0 | 0 | 0 | 0 | 0 | 0 | 0 | 0 | 0  | 0  | 1x | 4 | 10 | 0 |

1. 勝利：ブレイデン・ルーパー（1勝）
2. 敗戦：ジェフ・ウィーバー（1敗）
3. 本塁打
FLA：ミゲル・カブレラ1号2ラン、アレックス・ゴンザレス1号ソロ
4. 審判
［球審］ジェフ・ケロッグ
［塁審］一塁: エド・ラピュアーノ、二塁: ティム・ウェルキー、三塁: ランディ・マーシュ
［外審］左翼: ラリー・ヤング、右翼: ゲイリー・ダーリング
5. 試合開始時刻: 東部夏時間（UTC-4）午後8時25分  試合時間: 4時間3分  観客: 6万5934人  気温: 78°F（25.6°C）
詳細: MLB.com Gameday / ESPN.com / Baseball-Reference.com / Fangraphs

| ニューヨーク・ヤンキース | ニューヨーク・ヤンキース | ニューヨーク・ヤンキース | ニューヨーク・ヤンキース | ニューヨーク・ヤンキース                                                                                     | フロリダ・マーリンズ | フロリダ・マーリンズ | フロリダ・マーリンズ | フロリダ・マーリンズ | フロリダ・マーリンズ                                                                                                |
| ------------------------ | ------------------------ | ------------------------ | ------------------------ | --- | -------------------- | -------------------- | -------------------- | -------------------- | --- |
| 打順                     | 守備                     | 選手                     | 打席                     | R・クレメンスJ・ポサダJ・ジアンビA・ソリアーノA・ブーンD・ジーター松井秀喜B・ウィリアムスK・ガルシア（なし） | 打順                 | 守備                 | 選手                 | 打席                 | C・パバーノI・ロドリゲスD・リーL・カスティーヨM・ローウェルA・ゴンザレスJ・コーナインJ・ピエールM・カブレラ（なし） |
| 1                        | 二                       | A・ソリアーノ            | 右                       | R・クレメンスJ・ポサダJ・ジアンビA・ソリアーノA・ブーンD・ジーター松井秀喜B・ウィリアムスK・ガルシア（なし） | 1                    | 中                   | J・ピエール          | 左                   | C・パバーノI・ロドリゲスD・リーL・カスティーヨM・ローウェルA・ゴンザレスJ・コーナインJ・ピエールM・カブレラ（なし） |
| 2                        | 遊                       | D・ジーター              | 右                       | R・クレメンスJ・ポサダJ・ジアンビA・ソリアーノA・ブーンD・ジーター松井秀喜B・ウィリアムスK・ガルシア（なし） | 2                    | 二                   | L・カスティーヨ      | 両                   | C・パバーノI・ロドリゲスD・リーL・カスティーヨM・ローウェルA・ゴンザレスJ・コーナインJ・ピエールM・カブレラ（なし） |
| 3                        | 一                       | J・ジアンビ              | 左                       | R・クレメンスJ・ポサダJ・ジアンビA・ソリアーノA・ブーンD・ジーター松井秀喜B・ウィリアムスK・ガルシア（なし） | 3                    | 捕                   | I・ロドリゲス        | 右                   | C・パバーノI・ロドリゲスD・リーL・カスティーヨM・ローウェルA・ゴンザレスJ・コーナインJ・ピエールM・カブレラ（なし） |
| 4                        | 中                       | B・ウィリアムス          | 両                       | R・クレメンスJ・ポサダJ・ジアンビA・ソリアーノA・ブーンD・ジーター松井秀喜B・ウィリアムスK・ガルシア（なし） | 4                    | 右                   | M・カブレラ          | 右                   | C・パバーノI・ロドリゲスD・リーL・カスティーヨM・ローウェルA・ゴンザレスJ・コーナインJ・ピエールM・カブレラ（なし） |
| 5                        | 左                       | 松井秀喜                 | 左                       | R・クレメンスJ・ポサダJ・ジアンビA・ソリアーノA・ブーンD・ジーター松井秀喜B・ウィリアムスK・ガルシア（なし） | 5                    | 左                   | J・コーナイン        | 右                   | C・パバーノI・ロドリゲスD・リーL・カスティーヨM・ローウェルA・ゴンザレスJ・コーナインJ・ピエールM・カブレラ（なし） |
| 6                        | 捕                       | J・ポサダ                | 両                       | R・クレメンスJ・ポサダJ・ジアンビA・ソリアーノA・ブーンD・ジーター松井秀喜B・ウィリアムスK・ガルシア（なし） | 6                    | 三                   | M・ローウェル        | 右                   | C・パバーノI・ロドリゲスD・リーL・カスティーヨM・ローウェルA・ゴンザレスJ・コーナインJ・ピエールM・カブレラ（なし） |
| 7                        | 右                       | K・ガルシア              | 左                       | R・クレメンスJ・ポサダJ・ジアンビA・ソリアーノA・ブーンD・ジーター松井秀喜B・ウィリアムスK・ガルシア（なし） | 7                    | 一                   | D・リー              | 右                   | C・パバーノI・ロドリゲスD・リーL・カスティーヨM・ローウェルA・ゴンザレスJ・コーナインJ・ピエールM・カブレラ（なし） |
| 8                        | 三                       | A・ブーン                | 右                       | R・クレメンスJ・ポサダJ・ジアンビA・ソリアーノA・ブーンD・ジーター松井秀喜B・ウィリアムスK・ガルシア（なし） | 8                    | 遊                   | A・ゴンザレス        | 右                   | C・パバーノI・ロドリゲスD・リーL・カスティーヨM・ローウェルA・ゴンザレスJ・コーナインJ・ピエールM・カブレラ（なし） |
| 9                        | 投                       | R・クレメンス            | 右                       | R・クレメンスJ・ポサダJ・ジアンビA・ソリアーノA・ブーンD・ジーター松井秀喜B・ウィリアムスK・ガルシア（なし） | 9                    | 投                   | C・パバーノ          | 右                   | C・パバーノI・ロドリゲスD・リーL・カスティーヨM・ローウェルA・ゴンザレスJ・コーナインJ・ピエールM・カブレラ（なし） |
| 先発投手                 | 先発投手                 | 先発投手                 | 投球                     | R・クレメンスJ・ポサダJ・ジアンビA・ソリアーノA・ブーンD・ジーター松井秀喜B・ウィリアムスK・ガルシア（なし） | 先発投手             | 先発投手             | 先発投手             | 投球                 | C・パバーノI・ロドリゲスD・リーL・カスティーヨM・ローウェルA・ゴンザレスJ・コーナインJ・ピエールM・カブレラ（なし） |
| R・クレメンス            | R・クレメンス            | R・クレメンス            | 右                       | R・クレメンスJ・ポサダJ・ジアンビA・ソリアーノA・ブーンD・ジーター松井秀喜B・ウィリアムスK・ガルシア（なし） | C・パバーノ          | C・パバーノ          | C・パバーノ          | 右                   | C・パバーノI・ロドリゲスD・リーL・カスティーヨM・ローウェルA・ゴンザレスJ・コーナインJ・ピエールM・カブレラ（なし） |

### 第5戦 10月23日
- プロ・プレイヤー・スタジアム（フロリダ州マイアミガーデンズ）

|                          | 1 | 2 | 3 | 4 | 5 | 6 | 7 | 8 | 9 | R | H  | E |
| ------------------------ | - | - | - | - | - | - | - | - | - | - | -- | - |
| ニューヨーク・ヤンキース | 1 | 0 | 0 | 0 | 0 | 0 | 1 | 0 | 2 | 4 | 12 | 1 |
| フロリダ・マーリンズ     | 0 | 3 | 0 | 1 | 2 | 0 | 0 | 0 | X | 6 | 9  | 1 |

1. 勝利：ブラッド・ペニー（2勝）
2. セーブ：ウーゲット・ウービナ（1S）
3. 敗戦：ホセ・コントレラス（1敗）
4. 本塁打
NYY：ジェイソン・ジアンビ1号ソロ
5. 審判
［球審］エド・ラピュアーノ
［塁審］一塁: ティム・ウェルキー、二塁: ランディ・マーシュ、三塁: ラリー・ヤング
［外審］左翼: ゲイリー・ダーリング、右翼: ジェフ・ケロッグ
6. 試合開始時刻: 東部夏時間（UTC-4）午後8時25分  試合時間: 3時間5分  観客: 6万5975人  気温: 81°F（27.2°C）
詳細: MLB.com Gameday / ESPN.com / Baseball-Reference.com / Fangraphs

| ニューヨーク・ヤンキース | ニューヨーク・ヤンキース | ニューヨーク・ヤンキース | ニューヨーク・ヤンキース | ニューヨーク・ヤンキース                                                                                     | フロリダ・マーリンズ | フロリダ・マーリンズ | フロリダ・マーリンズ | フロリダ・マーリンズ | フロリダ・マーリンズ                                                                                              |
| ------------------------ | ------------------------ | ------------------------ | ------------------------ | --- | -------------------- | -------------------- | -------------------- | -------------------- | --- |
| 打順                     | 守備                     | 選手                     | 打席                     | D・ウェルズJ・ポサダN・ジョンソンE・ウィルソンA・ブーンD・ジーター松井秀喜B・ウィリアムスK・ガルシア（なし） | 打順                 | 守備                 | 選手                 | 打席                 | B・ペニーI・ロドリゲスD・リーL・カスティーヨM・ローウェルA・ゴンザレスJ・コーナインJ・ピエールM・カブレラ（なし） |
| 1                        | 遊                       | D・ジーター              | 右                       | D・ウェルズJ・ポサダN・ジョンソンE・ウィルソンA・ブーンD・ジーター松井秀喜B・ウィリアムスK・ガルシア（なし） | 1                    | 中                   | J・ピエール          | 左                   | B・ペニーI・ロドリゲスD・リーL・カスティーヨM・ローウェルA・ゴンザレスJ・コーナインJ・ピエールM・カブレラ（なし） |
| 2                        | 二                       | E・ウィルソン            | 両                       | D・ウェルズJ・ポサダN・ジョンソンE・ウィルソンA・ブーンD・ジーター松井秀喜B・ウィリアムスK・ガルシア（なし） | 2                    | 二                   | L・カスティーヨ      | 両                   | B・ペニーI・ロドリゲスD・リーL・カスティーヨM・ローウェルA・ゴンザレスJ・コーナインJ・ピエールM・カブレラ（なし） |
| 3                        | 中                       | B・ウィリアムス          | 両                       | D・ウェルズJ・ポサダN・ジョンソンE・ウィルソンA・ブーンD・ジーター松井秀喜B・ウィリアムスK・ガルシア（なし） | 3                    | 捕                   | I・ロドリゲス        | 右                   | B・ペニーI・ロドリゲスD・リーL・カスティーヨM・ローウェルA・ゴンザレスJ・コーナインJ・ピエールM・カブレラ（なし） |
| 4                        | 左                       | 松井秀喜                 | 左                       | D・ウェルズJ・ポサダN・ジョンソンE・ウィルソンA・ブーンD・ジーター松井秀喜B・ウィリアムスK・ガルシア（なし） | 4                    | 右                   | M・カブレラ          | 右                   | B・ペニーI・ロドリゲスD・リーL・カスティーヨM・ローウェルA・ゴンザレスJ・コーナインJ・ピエールM・カブレラ（なし） |
| 5                        | 捕                       | J・ポサダ                | 両                       | D・ウェルズJ・ポサダN・ジョンソンE・ウィルソンA・ブーンD・ジーター松井秀喜B・ウィリアムスK・ガルシア（なし） | 5                    | 左                   | J・コーナイン        | 右                   | B・ペニーI・ロドリゲスD・リーL・カスティーヨM・ローウェルA・ゴンザレスJ・コーナインJ・ピエールM・カブレラ（なし） |
| 6                        | 一                       | N・ジョンソン            | 左                       | D・ウェルズJ・ポサダN・ジョンソンE・ウィルソンA・ブーンD・ジーター松井秀喜B・ウィリアムスK・ガルシア（なし） | 6                    | 三                   | M・ローウェル        | 右                   | B・ペニーI・ロドリゲスD・リーL・カスティーヨM・ローウェルA・ゴンザレスJ・コーナインJ・ピエールM・カブレラ（なし） |
| 7                        | 右                       | K・ガルシア              | 左                       | D・ウェルズJ・ポサダN・ジョンソンE・ウィルソンA・ブーンD・ジーター松井秀喜B・ウィリアムスK・ガルシア（なし） | 7                    | 一                   | D・リー              | 右                   | B・ペニーI・ロドリゲスD・リーL・カスティーヨM・ローウェルA・ゴンザレスJ・コーナインJ・ピエールM・カブレラ（なし） |
| 8                        | 三                       | A・ブーン                | 右                       | D・ウェルズJ・ポサダN・ジョンソンE・ウィルソンA・ブーンD・ジーター松井秀喜B・ウィリアムスK・ガルシア（なし） | 8                    | 遊                   | A・ゴンザレス        | 右                   | B・ペニーI・ロドリゲスD・リーL・カスティーヨM・ローウェルA・ゴンザレスJ・コーナインJ・ピエールM・カブレラ（なし） |
| 9                        | 投                       | D・ウェルズ              | 左                       | D・ウェルズJ・ポサダN・ジョンソンE・ウィルソンA・ブーンD・ジーター松井秀喜B・ウィリアムスK・ガルシア（なし） | 9                    | 投                   | B・ペニー            | 右                   | B・ペニーI・ロドリゲスD・リーL・カスティーヨM・ローウェルA・ゴンザレスJ・コーナインJ・ピエールM・カブレラ（なし） |
| 先発投手                 | 先発投手                 | 先発投手                 | 投球                     | D・ウェルズJ・ポサダN・ジョンソンE・ウィルソンA・ブーンD・ジーター松井秀喜B・ウィリアムスK・ガルシア（なし） | 先発投手             | 先発投手             | 先発投手             | 投球                 | B・ペニーI・ロドリゲスD・リーL・カスティーヨM・ローウェルA・ゴンザレスJ・コーナインJ・ピエールM・カブレラ（なし） |
| D・ウェルズ              | D・ウェルズ              | D・ウェルズ              | 左                       | D・ウェルズJ・ポサダN・ジョンソンE・ウィルソンA・ブーンD・ジーター松井秀喜B・ウィリアムスK・ガルシア（なし） | B・ペニー            | B・ペニー            | B・ペニー            | 右                   | B・ペニーI・ロドリゲスD・リーL・カスティーヨM・ローウェルA・ゴンザレスJ・コーナインJ・ピエールM・カブレラ（なし） |

### 第6戦 10月25日
- ヤンキー・スタジアム（ニューヨーク州ニューヨーク市ブロンクス区）

|                          | 1 | 2 | 3 | 4 | 5 | 6 | 7 | 8 | 9 | R | H | E |
| ------------------------ | - | - | - | - | - | - | - | - | - | - | - | - |
| フロリダ・マーリンズ     | 0 | 0 | 0 | 0 | 1 | 1 | 0 | 0 | 0 | 2 | 7 | 0 |
| ニューヨーク・ヤンキース | 0 | 0 | 0 | 0 | 0 | 0 | 0 | 0 | 0 | 0 | 5 | 1 |

1. 勝利：ジョシュ・ベケット（1勝1敗）
2. 敗戦：アンディ・ペティット（1勝1敗）
3. 審判
［球審］ティム・ウェルキー
［塁審］一塁: ランディ・マーシュ、二塁: ラリー・ヤング、三塁: ゲイリー・ダーリング
［外審］左翼: ジェフ・ケロッグ、右翼: エド・ラピュアーノ
4. 試合開始時刻: 東部夏時間（UTC-4）午後7時57分  試合時間: 2時間57分  観客: 5万5773人  気温: 56°F（13.3°C）
詳細: MLB.com Gameday / ESPN.com / Baseball-Reference.com / Fangraphs

| フロリダ・マーリンズ | フロリダ・マーリンズ | フロリダ・マーリンズ | フロリダ・マーリンズ | フロリダ・マーリンズ | ニューヨーク・ヤンキース | ニューヨーク・ヤンキース | ニューヨーク・ヤンキース | ニューヨーク・ヤンキース | ニューヨーク・ヤンキース                                                                                          |
| -------------------- | -------------------- | -------------------- | -------------------- | --- | ------------------------ | ------------------------ | ------------------------ | ------------------------ | --- |
| 打順                 | 守備                 | 選手                 | 打席                 | J・ベケットI・ロドリゲスD・リーL・カスティーヨM・ローウェルA・ゴンザレスM・カブレラJ・ピエールJ・エンカー · ナシオンJ・コーナイン | 打順                     | 守備                     | 選手                     | 打席                     | A・ペティットJ・ポサダN・ジョンソンA・ソリアーノA・ブーンD・ジーター松井秀喜B・ウィリアムスK・ガルシアJ・ジアンビ |
| 1                    | 中                   | J・ピエール          | 左                   | J・ベケットI・ロドリゲスD・リーL・カスティーヨM・ローウェルA・ゴンザレスM・カブレラJ・ピエールJ・エンカー · ナシオンJ・コーナイン | 1                        | 遊                       | D・ジーター              | 右                       | A・ペティットJ・ポサダN・ジョンソンA・ソリアーノA・ブーンD・ジーター松井秀喜B・ウィリアムスK・ガルシアJ・ジアンビ |
| 2                    | 二                   | L・カスティーヨ      | 両                   | J・ベケットI・ロドリゲスD・リーL・カスティーヨM・ローウェルA・ゴンザレスM・カブレラJ・ピエールJ・エンカー · ナシオンJ・コーナイン | 2                        | 一                       | N・ジョンソン            | 左                       | A・ペティットJ・ポサダN・ジョンソンA・ソリアーノA・ブーンD・ジーター松井秀喜B・ウィリアムスK・ガルシアJ・ジアンビ |
| 3                    | 捕                   | I・ロドリゲス        | 右                   | J・ベケットI・ロドリゲスD・リーL・カスティーヨM・ローウェルA・ゴンザレスM・カブレラJ・ピエールJ・エンカー · ナシオンJ・コーナイン | 3                        | 中                       | B・ウィリアムス          | 両                       | A・ペティットJ・ポサダN・ジョンソンA・ソリアーノA・ブーンD・ジーター松井秀喜B・ウィリアムスK・ガルシアJ・ジアンビ |
| 4                    | 左                   | M・カブレラ          | 右                   | J・ベケットI・ロドリゲスD・リーL・カスティーヨM・ローウェルA・ゴンザレスM・カブレラJ・ピエールJ・エンカー · ナシオンJ・コーナイン | 4                        | 左                       | 松井秀喜                 | 左                       | A・ペティットJ・ポサダN・ジョンソンA・ソリアーノA・ブーンD・ジーター松井秀喜B・ウィリアムスK・ガルシアJ・ジアンビ |
| 5                    | DH                   | J・コーナイン        | 右                   | J・ベケットI・ロドリゲスD・リーL・カスティーヨM・ローウェルA・ゴンザレスM・カブレラJ・ピエールJ・エンカー · ナシオンJ・コーナイン | 5                        | 捕                       | J・ポサダ                | 両                       | A・ペティットJ・ポサダN・ジョンソンA・ソリアーノA・ブーンD・ジーター松井秀喜B・ウィリアムスK・ガルシアJ・ジアンビ |
| 6                    | 三                   | M・ローウェル        | 右                   | J・ベケットI・ロドリゲスD・リーL・カスティーヨM・ローウェルA・ゴンザレスM・カブレラJ・ピエールJ・エンカー · ナシオンJ・コーナイン | 6                        | DH                       | J・ジアンビ              | 左                       | A・ペティットJ・ポサダN・ジョンソンA・ソリアーノA・ブーンD・ジーター松井秀喜B・ウィリアムスK・ガルシアJ・ジアンビ |
| 7                    | 一                   | D・リー              | 右                   | J・ベケットI・ロドリゲスD・リーL・カスティーヨM・ローウェルA・ゴンザレスM・カブレラJ・ピエールJ・エンカー · ナシオンJ・コーナイン | 7                        | 右                       | K・ガルシア              | 左                       | A・ペティットJ・ポサダN・ジョンソンA・ソリアーノA・ブーンD・ジーター松井秀喜B・ウィリアムスK・ガルシアJ・ジアンビ |
| 8                    | 右                   | J・エンカーナシオン  | 右                   | J・ベケットI・ロドリゲスD・リーL・カスティーヨM・ローウェルA・ゴンザレスM・カブレラJ・ピエールJ・エンカー · ナシオンJ・コーナイン | 8                        | 三                       | A・ブーン                | 右                       | A・ペティットJ・ポサダN・ジョンソンA・ソリアーノA・ブーンD・ジーター松井秀喜B・ウィリアムスK・ガルシアJ・ジアンビ |
| 9                    | 遊                   | A・ゴンザレス        | 右                   | J・ベケットI・ロドリゲスD・リーL・カスティーヨM・ローウェルA・ゴンザレスM・カブレラJ・ピエールJ・エンカー · ナシオンJ・コーナイン | 9                        | 二                       | A・ソリアーノ            | 右                       | A・ペティットJ・ポサダN・ジョンソンA・ソリアーノA・ブーンD・ジーター松井秀喜B・ウィリアムスK・ガルシアJ・ジアンビ |
| 先発投手             | 先発投手             | 先発投手             | 投球                 | J・ベケットI・ロドリゲスD・リーL・カスティーヨM・ローウェルA・ゴンザレスM・カブレラJ・ピエールJ・エンカー · ナシオンJ・コーナイン | 先発投手                 | 先発投手                 | 先発投手                 | 投球                     | A・ペティットJ・ポサダN・ジョンソンA・ソリアーノA・ブーンD・ジーター松井秀喜B・ウィリアムスK・ガルシアJ・ジアンビ |
| J・ベケット          | J・ベケット          | J・ベケット          | 右                   | J・ベケットI・ロドリゲスD・リーL・カスティーヨM・ローウェルA・ゴンザレスM・カブレラJ・ピエールJ・エンカー · ナシオンJ・コーナイン | A・ペティット            | A・ペティット            | A・ペティット            | 左                       | A・ペティットJ・ポサダN・ジョンソンA・ソリアーノA・ブーンD・ジーター松井秀喜B・ウィリアムスK・ガルシアJ・ジアンビ |